# A Lei do Amor
A Lei do Amor è una telenovela brasiliana prodotta da TV Globo e trasmessa a partire dal 3 ottobre 2016. La telenovela è scritta da Maria Adelaide Amaral e Vincent Villari e diretta da Natália Grimberg e Denise Sacareni. Gli attori principali sono: Cláudia Abreu, Reynaldo Gianecchini, Vera Holtz, Tarcisio Meira, José Mayer, Thiago Lacerda, Ricardo Tozzi, Isabella Santoni, Humberto Carrão e Alice Wegmann.

## Trama
Divisa in due fasi separate da un intervallo di venti anni, la trama ruota intorno alla storia d'amore di Heloísa e Pedro. La forza del loro sentimento sarà in grado di sopravvivere nel tempo nonostante varie avversità.

## Cast
- Vera Holtz: Magnólia Costa Leitão
- José Mayer: Sebastião "Tião" Bezerra
- Humberto Carrão: Tiago Leitão
- Reynaldo Gianecchini: Pedro Guedes Leitão
- Cláudia Abreu: Heloísa Martins
- Isabella Santoni: Letícia Siqueira Bezerra
- Thiago Lacerda: Ciro Noronha
- Alice Wegmann: Marina ; Isabela Dias
- Cláudia Raia: Salete
- Grazi Massafera: Luciane Leitão
- Camila Morgado: Vitória Costa Leitão
- Marcella Rica: Jéssica
- Tarcisio Meira: Fausto Leitão
- Bianca Müller: Ana Luiza Leitão
- João Campos: Elio Bataglia
- Pierre Baitelli: Antonio Ferrari
- Daniel Rocha: Gustavo
- Danilo Granghéia: Hércules Costa Leitão
- Arianne Botelho: Aline Oliveira
- Maria Flor: Flavia Cardoso
- Bruna Hamú: Camila Costa Leitão
- Regiane Alves: Elisabeth Beltrão Tavares
- Armando Babaioff: Bruno Pessoa
- Ricardo Tozzi: Augusto Tavares
- Titina Medeiros: Ruty Raquel
- Regina Duarte: Suzana Rivera
- Otávio Augusto: César Venturini
- Danilo Ferreira: Zelito
- Hugo Resende: Fininho
- Gabriel Chadan: Robinson Rocha
- Heloísa Périssé: Mileide Rocha
- Mila Moreira: Gigi Ferrari
- Emanuelle Araújo: Yara Garcia
- Ana Rosa: Zuleika "Zuza" Pessoa
- Marcelo Várzea: Delegado Celso
- Tuca Andrada: Misael de Oliveira
- Matheus Fagundes: Eduardo Siqueira Bezerra
- Raphael Ghanem: Gledson Rocha
- Gil Coelho: Wesley
- André Luiz Franbach: Juninho
- Bia Montez: Leila de Oliveira
- Rafael Primot: Pascoal Ferreto
- Amanda Mirásci: Vanessa
- Maurício Machado: Deputado Arlindo Nacib
- Paulo Lessa: Marcos "Marcão" dos Santos
- Tato Gabus Mendes: Olavo
- César Mello: Padre Paulo
- Gustavo Merighi: Rodney
- Priscila Camargo: Suely
- Rafael Lozano: David
- Érico Brás: Jader Azevedo
- Carolina Lopez: Keila
- Jorge Lucas: Ramiro dos Santos
- Marjorie Bernardes: Rita Oliveira
- Arlindo Lopes: Sansão
- Carmen Frenzel: Santa de Jesus
- Bella Piero: Xanaia
- Thiago Martins: Sebastião "Tião" Bezerra (1ª fase)
- Arthur Barros: Tiago Leitão (1ª fase)
- Chay Suede: Pedro Guedes Leitão (1ª fase)
- Isabelle Drummond: Heloísa Martins (1ª fase)
- Maurício Destri: Ciro Noronha (1ª fase)
- Sophia Abrahão: Vitória Costa Leitão (1ª fase)
- Theo Fernandes Mendonça: Elio Bataglia (1ª fase)
- João Vitor Silva: Hércules Costa Leitão (1ª fase)
- Hugo Bonemer: Augusto Tavares (1ª fase)
- Gabriela Duarte: Suzana Rivera (1ª fase)
- Bruna Moleiro: Yara Garcia (1ª fase)
- Denise Fraga: Cândida Martins (1ª fase)
- Daniel Ribeiro: Jorge Martins (1ª fase)
- Acauã Sol: Misael de Oliveira (1ª fase)
- Bianca Salgueiro: Carmem da Silva Leitão (1ª fase)